# Xestocephalus punctatus
Xestocephalus punctatus är en insektsart som beskrevs av Caldwell 1952 . Xestocephalus punctatus ingår i släktet Xestocephalus och familjen dvärgstritar. Inga underarter finns listade i Catalogue of Life.